# Salomón Torres
Pour les articles homonymes, voir Torres.
Salomón Torres Ramírez (né le 11 mars 1972 à San Pedro de Macorís, République dominicaine) est un lanceur droitier de baseball qui évolue dans les Ligues majeures de 1993 à 1997, puis de 2002 à 2008.

## Carrière

### Giants de San Francisco
Salomón Torres signe son premier contrat professionnel en 1989 avec les Giants de San Francisco. Il est l'un des joueurs d'avenir les plus prometteurs de l'organisation des Giants. Lanceur partant dans les ligues mineures, il est classé 30e joueur de baseball le plus prometteur au monde par Baseball America en 1992 et passe au 22e rang du top 100 annuel un an plus tard. Mais Torres ne devient jamais le lanceur de premier plan que la franchise espérait et s'avère une déception, et part du mauvais pied : le 3 octobre 1993, au 8e match d'une carrière amorcée le 29 août précédent, les Giants s'en remettent à lui dans le match crucial qui clot leur saison. Lanceur partant de l'équipe au dernier jour de la saison régulière, il accorde 3 points en seulement 3 manches et un tiers lancées dans une râclée de 12-1 aux mains des Dodgers de Los Angeles,,. Cette défaite est la dernière d'une brillante saison de 103 victoires des Giants, mais les Braves d'Atlanta remportent le même jour leur 104e victoire de l'année, coiffant San Francisco en tête de la division Ouest de la Ligue nationale et leur enlevant la qualification pour les séries éliminatoires.
Sa saison 1994 pour les Giants est difficile. Il ne savoure que deux victoires contre 8 défaites en 16 matchs, dont 14 comme lanceur partant, et affiche une moyenne de points mérités de 5,44 en 84 manches et un tiers lancées. Le souvenir du dernier match de la saison 1993 semble le hanter : son dernier match est joué le 30 juin 1994, après quoi il quitte l'équipe, laissant une note à son gérant, Dusty Baker, dans laquelle il dit être incapable de bien jouer au niveau majeur et précisant au journal Oakland Tribune qu'il a n'éprouve plus d'intérêt envers le sport. Après le dernier match de 1993, Torres veut abandonner le baseball et Baker doit le convaincre d'oublier cette idée. Plusieurs années plus tard, Torres estime avoir été injustement traité par les supporteurs et ses coéquipiers pour la défaite ultime de 1993.

### Mariners de Seattle
Torres joue 4 matchs, dont 3 comme lanceur de relève, pour San Francisco en 1995 et est le 21 mai suivant échangé aux Mariners de Seattle pour le lanceur gaucher Shawn Estes et le joueur de champ intérieur Wilson Delgado. De retour dans la rotation de lanceurs partants, Torres amorce 13 matchs des Mariners et ajoute 3 présences en relève, mais accorde en moyenne 6 points mérités par partie. Il termine 1995 avec une moyenne de 6,30 et seulement 3 victoires en 12 décisions pour les Giants et les Mariners.
En 28 matchs, dont 20 départs, au total pour Seattle de 1995 à 1997, Torres compte 6 victoires, 11 défaites et une moyenne de points mérités très élevée : 6,01 en 124 manches et un tiers lancées.

### Expos de Montréal et retraite
Le 18 avril 1997, Salomón Torres est réclamé au ballottage par les Expos de Montréal. Ces derniers espèrent que, sous les ordres d'un compatriote, le gérant dominicain Felipe Alou, Torres deviendra finalement le lanceur qui, quelques années plus tôt, semblait destiné à une belle carrière. Mais l'aventure ne dure que 12 matchs, tous comme releveur, au cours desquels Torres accorde 18 points mérités en 22 manches et un tiers.
Frustré d'avoir été retranché de l'effectif des Expos et rétrogradé aux ligues mineures en août, Torres fait ses bagages et rentre en République dominicaine. À 26 ans, il prend sa retraite de joueur, mais reste près du baseball puisqu'il convainc les Expos de le laisser être l'instructeur des lanceurs de leur club-école de la Ligue d'été de République dominicaine.

### Retour au jeu
Retraité depuis 1997, Salomón Torres prépare son retour dans les Ligues majeures par un bref séjour en 2001 chez les Samsung Lions de l'Organisation coréenne de baseball.

### Pirates de Pittsburgh
Au début 2002, il signe un contrat des ligues mineures avec les Pirates de Pittsburgh. Il évolue 5 années avec le club, la plupart un succès sur le plan individuel malgré les piètres résultats des Pirates. L'ancien lanceur partant se réinvente en spécialiste de longue relève. En 2004, il lance 92 manches en 84 sorties au monticule et affiche une brillante moyenne de points mérités de 2,64. Il fait aussi bien en 2005 avec une moyenne de 2,76 en 94 manches et deux tiers lancées lors de 78 sorties en relève.
Il renonce à devenir agent libre et signe au printemps 2006 un contrat de 6,5 millions de dollars pour deux autres saisons à Pittsburgh. Il est en 2006 le lanceur qui joue le plus grand nombre de matchs dans le baseball majeur : en 94 parties, il abat 93 manches et un tiers de travail et maintient sa moyenne de points mérités à 3,28. Ces 94 parties jouées sont, en date de 2014, le second plus haut total en une saison par un lanceur après le record de 106 établi en 1974 par Mike Marshall, et il s'agissait du plus grand nombre en une année depuis les 94 matchs lancés par Kent Tekulve en 1979.
Après l'échange par les Pirates de Michael Gonzalez à Atlanta, Torres agit comme stoppeur de l'équipe et réalise 12 sauvetages en 2006. Il en ajoute 12 autres à sa dernière année à Pittsburgh en 2007.

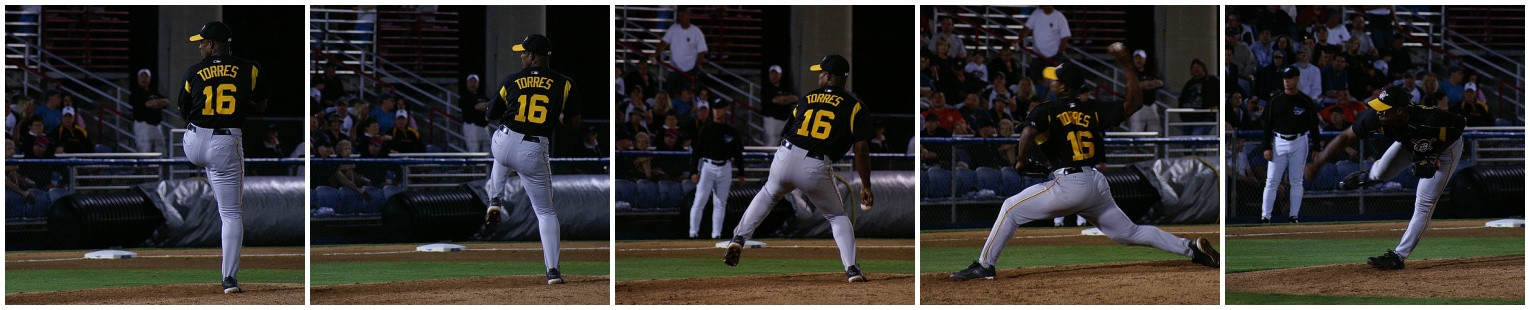
Salomón Torres lance au camp d'entraînement des Pirates en mars 2006, en Floride.

### Brewers de Milwaukee
En décembre 2007, Pittsburgh échange Salomón Torres aux Brewers de Milwaukee contre le lanceur droitier Marino Salas.
Torres s'avère utile aux Brewers en fin d'année, alors que Milwaukee est dans la course pour une première participation en 26 ans aux séries éliminatoires. Il prend le poste de stoppeur lorsqu'une acquisition de fin d'année des Brewers, Éric Gagné, ne répond pas aux attentes de l'équipe. Torres protège 28 victoires des Brewers et maintient une moyenne de points mérités de 3,49 en 80 manches lancées en 71 matchs de saison régulière. En octobre, une fois les Brewers qualifiés en éliminatoires, il lance deux manches dans la Série de divisions et n'accorde aucun point aux éventuels champions du monde, les Phillies de Philadelphie.

### Palmarès
Le 11 novembre 2008, Salomón Torres annonce à 36 ans sa retraite pour la seconde fois. Il a joué 497 matchs dans le baseball majeur, dont 433 comme lanceur de relève. Sa moyenne en carrière s'élève à 4,31 en 847 manches et un tiers lancées, avec 44 victoires, 58 défaites, 57 sauvetages et 540 retraits sur des prises.

### International
Torres est membre de l'équipe de République dominicaine qui atteint les demi-finales de la Classique mondiale de baseball 2006.

## Vie personnelle
Torres est propriétaire de deux académies de baseball en République dominicaine. Il est témoin de Jéhovah.